# 구인후
구인후(具仁垕, 1578년 ~ 1658년)는 조선 중기의 무신이자 척신으로 인조의 외사촌 형이다. 휘는 인후(仁垕), 자는 중재(仲載), 호는 유포(柳浦), 시호는 충무(忠武)이며 본관은 능성(綾城)이다.

## 생애

### 초기
1578년 대사성 구성의 아들이자 좌찬성을 지낸 구사맹(具思孟)의 손자로 태어났다. 구굉과 인헌왕후의 조카로 인조에게는 외종형이 된다. 율곡 이이의 학맥을 이어받은 김장생의 문인으로 1603년(선조 36) 무과에 급제하고 1611년(광해 3) 고원군수(高原郡守), 갑산부사(甲山府使)를 지냈으며 1614년 선전관이 되었다.

### 인조반정에 가담
1621년 진도군수가 되었으나, 광해군의 정치에 반감을 품고 이서·신경진 등의 인조반정 모의에 참여하였다. 1623년 반정이 일어나자 외지에 있던 그는 서울에 도달하지 못하여 거사 현장에는 없었으나, 처음부터 반정계획을 세운 공로로 정사공신(靖社功臣) 2등에 책록되고 능천군(綾川君)에 봉해졌다. 1624년 삼도수군통제사가 되었다.

### 정묘호란과 병자호란 시 활동
1627년 정묘호란으로 인조가 강화도로 피난하였을 때는 주사대장(舟師大將)이 되어 후금의 군사를 막아 싸웠다. 1628년 자헌대부(資憲大夫)에 올라 한성부 판윤, 전라도관찰사 등을 거쳐 포도대장 등을 역임하였다. 1636년 병자호란이 일어나자 군사 3,000명을 이끌고 남한산성에 들어가 왕을 호위하였으며, 그 후 어영대장, 도총부도총관, 비변사제조, 의금부판사 등을 역임하였다. 어영대장으로 있던 1644년에는 심기원의 모역음모를 적발한 공으로 영국공신(寧國功臣) 1등에 책록되고 능천부원군(綾川府院君)으로 진봉되었다.

### 만년
훈련대장, 공조 및 병조판서를 거쳐 효종 즉위 후 1653년 우의정으로 승진하고 이듬해 사은사(謝恩使)로 청나라에 다녀왔다. 그 후 사사당한 소현세자빈 강씨의 신원을 요구하다 죄를 입고 사형당한 김홍욱을 두둔, 옹호하다가 효종의 노여움을 사 관직을 박탈당하였으나 곧 복관되어 우의정을 거쳐 좌의정이 되었다.

## 가족 관계
- 증조부 : 구순(具淳)
- 조부 : 능원부원군 구사맹(綾安府院君 具思孟, 1531 ~ 1604)
- 조모 : 평산부부인 신지향(平山府夫人 申芝香, 1538 ~ 1622)
  - 양부(숙부) : 구횡(具宖, 1562 ~ ?)
  - 양모(숙모) : 신혜정(申惠貞, 1561 ~ ?)[1]
  - 친부 : 구성(具宬, 1558 ~ 1618)
  - 친모 : 별좌(別坐) 정억령(鄭億齡)의 딸 하동 정씨
    - 정부인 : 부사(府使 황찬(黃璨)의 딸 창원 황씨
      - 장녀 : 구유길(具柔吉, 1604 ~ ?)
      - 사위 : 청주 한씨 감역(監役) 한진원(韓振遠, 1602 ~ ?)
        - 외손자 : 한성거(韓聖擧, 1622 ~ ?)
        - 외손자 : 한성여(韓聖與, 1625 ~ ?)
        - 외손자 : 한성열(韓聖悅, 1628 ~ ?)

    - 계부인 : 충의위(忠義衛) 이영항(李永恒)의 딸 전주 이씨
    - 2계부인 : 증 승지(贈 承旨) 박유일(朴由一)의 딸 함양 박씨
      - 양자 : 동돈녕(同敦寧) 증 좌의정(贈 右議政) 구오(具鏊, 1607 ~ 1648 이후)
      - 며느리 : 군수(郡守 증 참판(贈 參判) 양선(梁譔)의 딸 남원 양씨
        - 손자 : 부사(府使) 구문제(具文濟, 1625 ~ ?)
        - 손자 : 동지(同知) 구문치(具文治, 1627 ~ ?)

    - 측실 : 이름 미상
      - 서장남 : 구현(具鉉)

    - 측실(노비) : 벽봉(碧峯)
      - 서차남 : 첨지(僉知) 구흠(具欽, 1623 ~ ?)
      - 며느리 : 동지(同知) 김희검(金希儉)의 딸 연안 김씨
        - 서손녀 : 구춘홍(具春紅, 1642 ~ ?)
        - 서손녀 : 구소홍(具小紅, 1644 ~ ?)
        - 서손자 : 구문한(具文漢, 1654 ~ ?)

    - 측실(노비) : 이름 미상
      - 서3남 : 현감(縣監) 구횡(具鐄, 1628 ~ ?)
      - 며느리 : 영의정(領議政) 최명길(崔鳴吉)의 딸 전주 최씨
        - 양서손자 : 구문연(具文演, 1659 ~ ?)

## 출연작품
- 《궁중잔혹사 꽃들의 전쟁》 (JTBC, 2013년~2013년) - 전헌태

## 같이 보기
- 구굉
- 구사맹
- 인조반정
- 인헌왕후
- 능양군
- 신경진
- 이서